# 東巴基斯坦
東巴基斯坦（烏爾都語： مشرقی پاکستان Mashriqi Pakistan；孟加拉語： পূর্ব পাকিস্তান Purbo Pakistan）是巴基斯坦的一個已不存在的省份，前身為東孟加拉邦，也是巴基斯坦自立國以來唯一一個不與巴基斯坦主體部份（即西巴基斯坦）相接的外飛地（兩者為印度所相隔）。東巴基斯坦設立於1955年到1971年期間。東巴基斯坦地區居民在宗教上多信奉回教。舊為英屬印度的一部分。印巴分治時，東巴基斯坦選擇加入巴基斯坦。1971年，因政經文化原因，東巴基斯坦獨立為孟加拉國。

## 巴基斯坦獨立
英屬印度於1947年獨立實施自治也稱印巴分治，分為印度自治領及巴基斯坦自治領，孟加拉人的巴基斯坦總理在1955年發起「一個單元」（One Unit）計劃，將西部四省改為西巴基斯坦，東孟加拉則改名東巴基斯坦，但因與西巴基斯坦的種族、宗教、語言、經濟有所差異，在1966年東巴基斯坦反對派提出自治民主運動。

## 人口
東巴基斯坦的人口佔巴基斯坦55％，族群以孟加拉人為主。當地穆斯林占絕大多數，其次是印度教徒、佛教徒和基督徒。東巴基斯坦也有許多部落群體，包括朱瑪人。他們主要遵循的宗教是上座部佛教、基督教和印度教。東巴基斯坦是來自印度次大陸各地的穆斯林移民的家園，包括西孟加拉邦、比哈爾邦、古吉拉特邦、西北邊境省、阿薩姆邦、奧里薩邦、旁遮普邦和喀拉拉邦。亞美尼亞人和猶太人是居住在東巴基斯坦的少數民族。

## 東巴基斯坦獨立
1970年東巴基斯坦宣布獨立，巴基斯坦進入內戰。因印度的積極支持，同年12月巴軍投降，東巴基斯坦成為孟加拉國。